# Vườn quốc gia Quần đảo Virgin

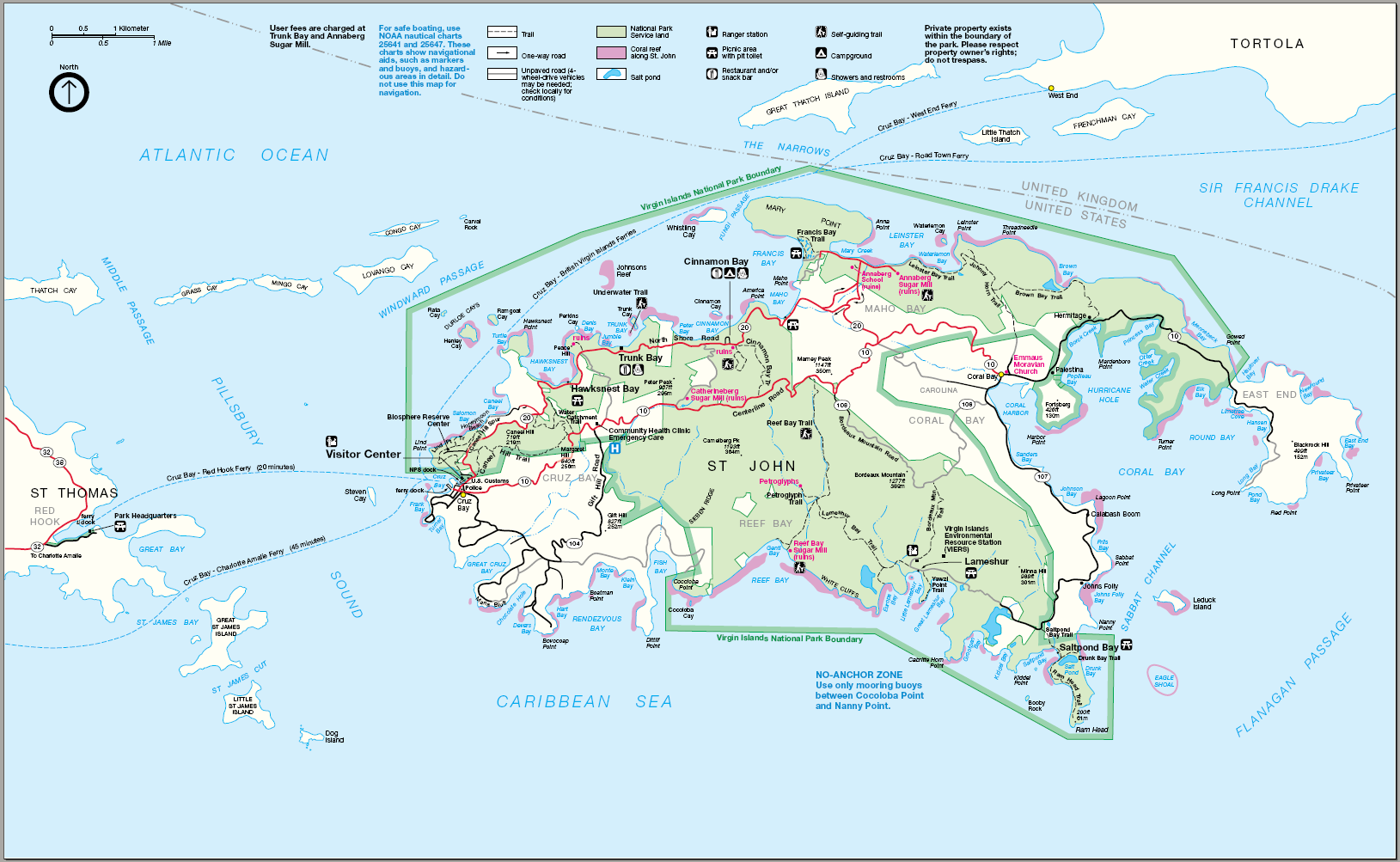
Bản đổ đảo Saint John với Vườn quốc gia tô màu xanh lá cây

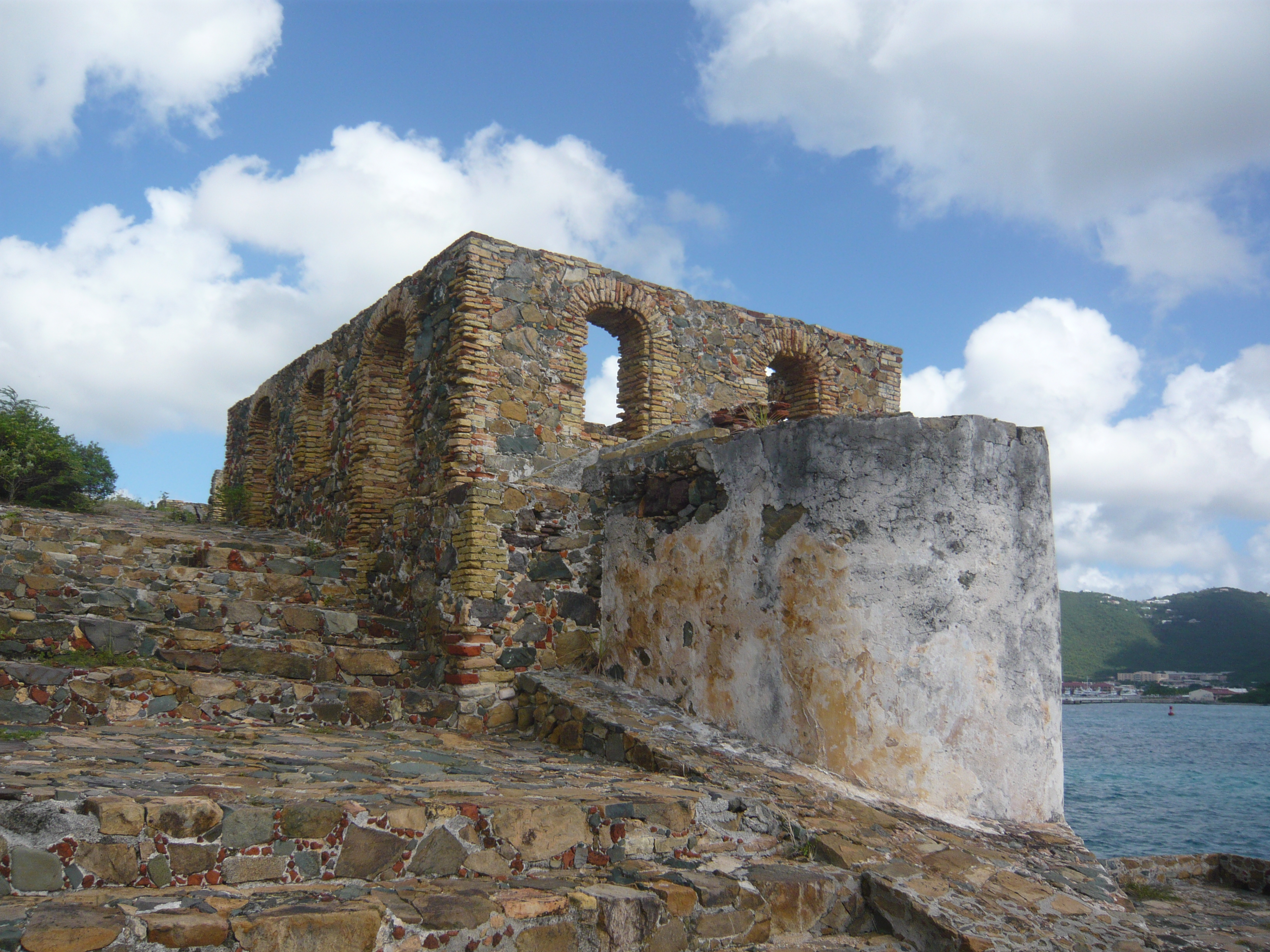
Pháo đài Willoughby, Đảo Hassel

Vườn quốc gia Quần đảo Virgin là một vườn quốc gia bao gồm khoảng 60% diện tích của đảo Saint John ở Quần đảo Virgin, cùng với hầu hết diện tích của đảo Hassel (trừ khu vực Charlotte Amalie, Saint Thomas).Vườn quốc gia này nổi tiếng với hoạt động lặn biển, đi bộ đường dài qua các rừng mưa nhiệt đới. Cruz Bay trên đảo Saint John là điểm dừng chân gần vườn quốc gia. Mỗi năm, thị trấn nhỏ này đón khoảng nửa triệu khách du lịch ghé thăm. Để đến được đây, khách du lịch có thể đi phà từ bến cảng Red Hook hoặc Charlotte Amalie.

## Địa lý
Vườn quốc gia Quần đảo Virgin có diện tích khoảng 14.737 mẫu Anh (5.964 ha) đất. Nó đã trở thành vườn quốc gia vào năm 1956 và là vườn quốc gia thứ 29 của Hoa Kỳ, khi Laurance Rockefeller đến thăm khu vực này và khen ngợi vùng đất vô cùng xinh đẹp này. Vườn quốc gia này cho du khách miễn phí tham quan trừ khu vực Bãi biển Trunk thì du khách sẽ phải bỏ ra 4 $ cho người lớn. Nơi đây chiếm 60% của đảo Saint John và gần như toàn bộ đảo Hassel. Nó được bảo tồn khá tốt và mỗi năm đón khoảng gần nửa triệu lượt khách tới đây.
Tính năng chính của vườn quốc gia là vùng biển và các rạn san hô xung quanh. Một tính năng quan trọng khác là các khu rừng mưa nhiệt đới là nhà của rất nhiều loài động thực vật và cũng là lá chắn để bảo vệ vườn quốc gia này. Động thực vật tại đây là những loài nổi tiếng nhất tại quần đảo, đặc biệt là dơi, lừa rừng và cua...

## Khí hậu
Khí hậu tại Vườn quốc gia Quần đảo Virgin là cận nhiệt đới. Lượng mưa trung bình hàng năm là 55 inch (1.400 mm). Vào mùa đông, gió mậu dịch thổi với vận tốc 11-21 hải lý (39 km/h). Nhiệt độ trung bình cho toàn khu vực là 79 °F (26 °C). Tại Quần đảo Virgin, các loài thực vật chiếm ưu thế là thực vật rừng nhiệt đới khô.
Có rất ít sự khác biệt về nhiệt độ giữa mùa hè và mùa đông. Vùng biển quanh năm ấm áp. Mùa du lịch là từ tháng 12 đến tháng 4, những tháng còn lại, giá dịch vụ thuê phòng tại đây giảm đi đáng kể. Trong vườn quốc gia có sẵn khu vực ăn ở cũng như cắm trại cho du khách.

## Điểm tham quan
Các điểm tham quan thì phải kể đến bãi biển của Vịnh Trunk trên đảo Saint John. Đây là một bãi biển tuyệt vời và liên tục được tạp chí Condé Nast Traveler bình chọn là một trong 10 bãi biển tốt nhất thế giới. Bãi biển này nổi tiếng với đầy đủ tiện nghi cùng các hoạt động lặn biển, và đây cũng là nơi duy nhất của vườn quốc gia mà du khách mất phí tham quan. Ngoài ra, du khách có thể đến Vịnh Cinnamon ngay phía Đông vịnh Trunk, vịnh Caneel ở phía Bắc đảo. Bordeaux là đỉnh núi cao nhất trên đảo cho du khách cái nhìn toàn cảnh. Khám phá lịch sử, du khách có thể chiêm ngưỡng Trang khắc đá Reef Bay Trail của người Taino thời tiền Columbo.

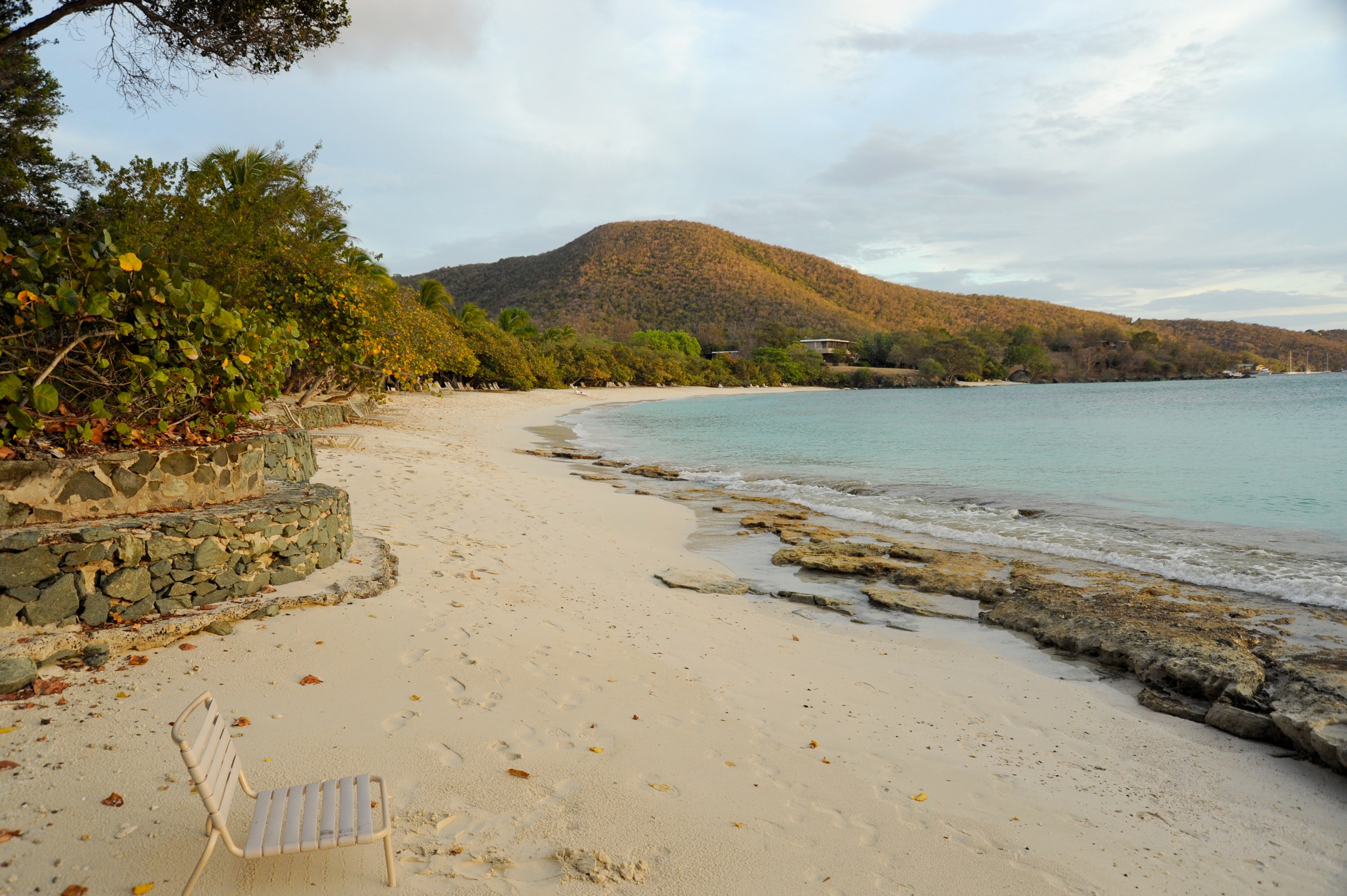
Vịnh Caneel
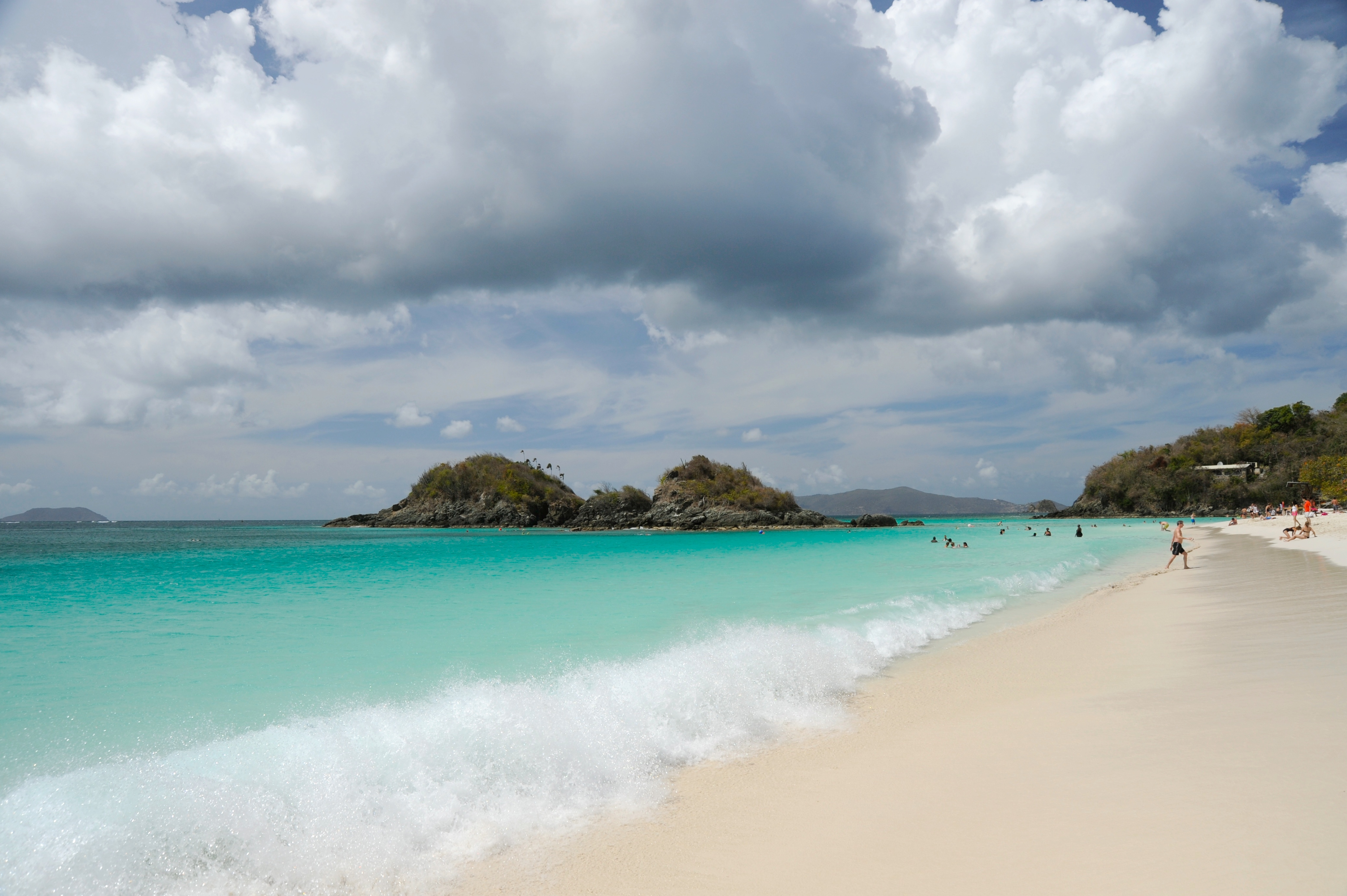
Vịnh Trunk
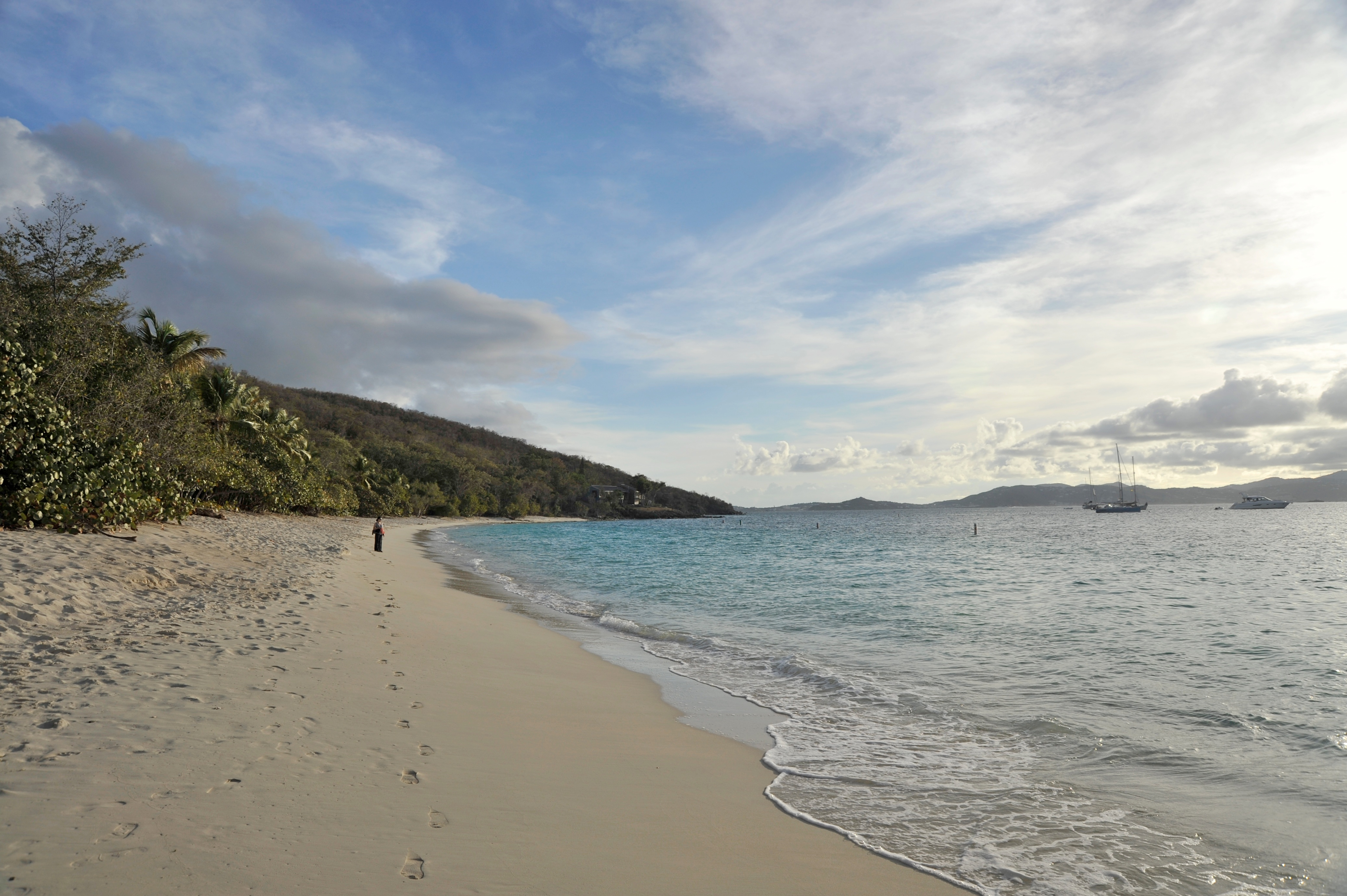
bãi biển Honeymoon  của vịnh Caneel
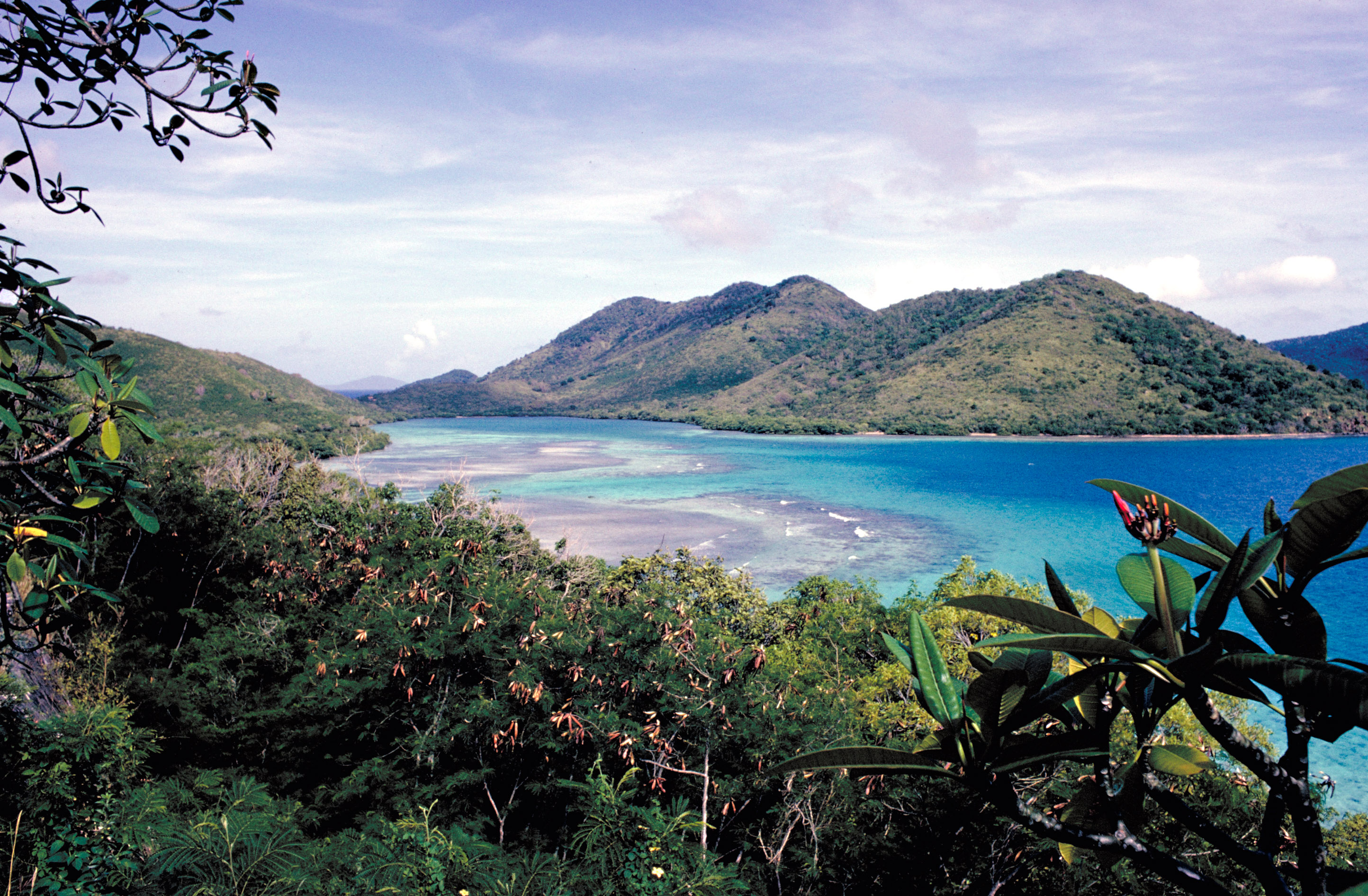
Mary Point
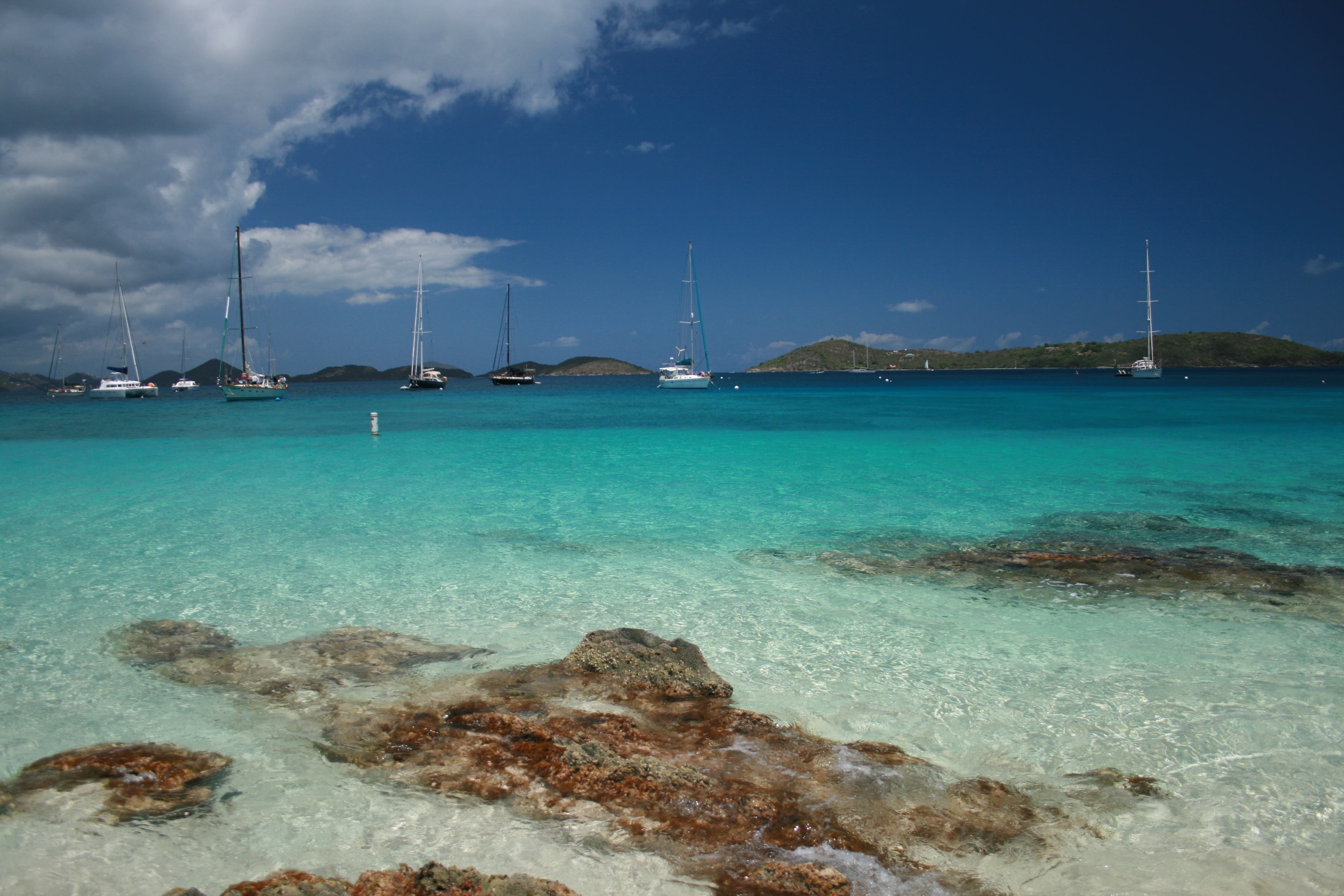
Vịnh Salmon
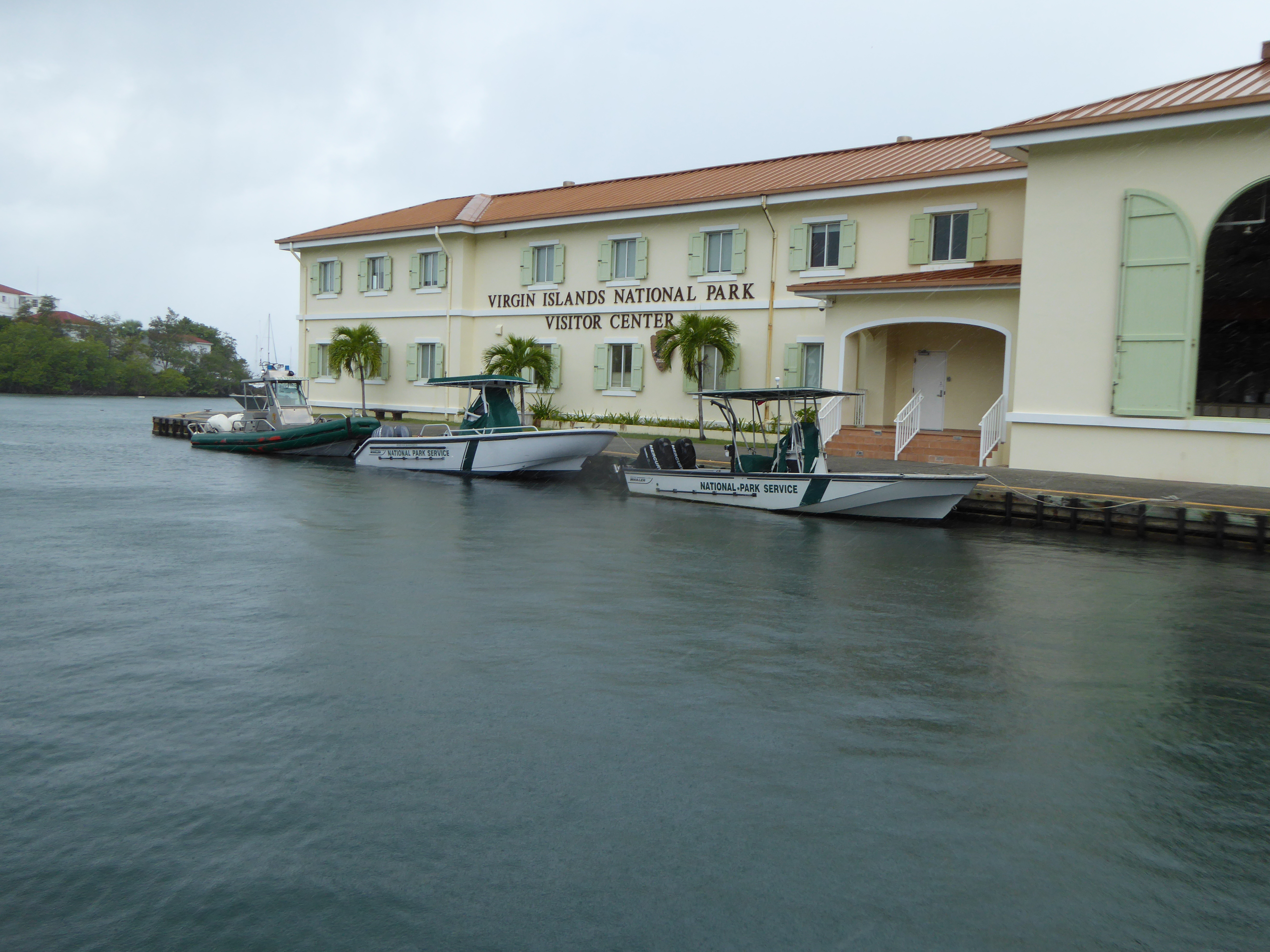
Khu nhà hành chính